# Girls5eva
Girls5eva é uma série de televisão de comédia musical americana criada por Meredith Scardino que estreou em 6 de maio de 2021, no Peacock. A série é centrada em quatro mulheres que faziam parte de um grupo feminino chamado Girls5eva, que foi popular por um breve período por volta do ano 2000, antes de se tornar uma maravilha de um hit. Agora insatisfeitas em suas várias vidas, as mulheres se reúnem na tentativa de encontrar o sucesso musical novamente. Em junho de 2021, a série foi renovada para uma segunda temporada.
Em 27 de outubro de 2022, a Netflix anunciou que vai exibir a terceira temporada, após o streaming Peacock cancelar a comédia. Além disso, a gigante do streaming adquiriu os direitos de distribuição internacional. 

## Enredo
Um grupo de garotas dos anos 90 que conseguiu apenas um hit tem uma chance inesperada de retorno quando sua música é sampleada por um rapper em ascensão.

## Elenco

### Principal
- Sara Bareilles como Dawn Solano
- Busy Philipps como Summer Dutkowsky
- Paula Pell como Gloria McManus[3]
- Renée Elise Goldsberry como Wickie Roy

### Recorrente
- Daniel Breaker como Scott
- Jonathan Hadary como Larry Plumb
- Ashley Park como Ashley Gold
- Erika Henningsen como Gloria, jovem[4]

### Convidado
- Dean Winters como Nick
- Jimmy Fallon como ele mesmo
- Andrew Rannells como Kev
- Tina Fey como Dolly Parton
- Bowen Yang como Zander
- Vanessa Williams como Nance Trace

## Lançamento
A série estreou em 6 de maio de 2021 no Peacock. No Canadá, a série está programada para estrear na W Network em 3 de junho de 2021.

## Recepção
No Rotten Tomatoes, a série detém um índice de aprovação de 97% com base em 36 críticas, com uma classificação média de 7,97/10. Consenso crítico do site diz, "Inteligente, engraçado e nostálgico o suficiente, as idéias inteligentes de Girls5Eva  são trazidas à vida por seu brilhante quarteto talentoso, cujos dons individuais se unem para criar uma doce harmonia cômica". No Metacritic, a série tem uma pontuação de 80 de 100 com base em 20 comentários críticos, indicando "comentários geralmente favoráveis".